# Požár Litomyšle (1814)
V roce 1814 postihl východočeské město Litomyšl rozsáhlý požár, jeden z posledních, které zpustošily toto historické město. Došlo k němu dne 3. září 1814 po skončení napoleonských válek. Vypukl ve večerních hodinách.
Požár se díky silnému větru velmi rychle rozšířil po celém historickém středu města. Do jedné hodiny zachvátil na 180 domů, včetně tehdejší radnice, školy, německé brány a dalších. Zasaženy byly i místní kostely, a to především kvůli existenci dřevěných domů v jejich blízkosti. Kostel Nalezení svatého kříže vyhořel zcela, zničen byl oltář, varhany i zpovědnice. Při požáru zemřelo 8 lidí. Poničeny byly rovněž i městské hradby. Obě brány byly nedlouho po požáru strženy, uvažovalo se o možnosti zbourání kostela Nalezení svatého kříže, k tomu však nedošlo.
Kostel byl opravován až do 40. let 19. století. Oprava střechy probíhala v roce 1817, stavební práce na věži kostela byly zahájeny teprve až v roce 1820. Jednotlivé domy na Smetanově náměstí byly přestavěny a některé z nich získaly empírová průčelí. Část podloubí na západní straně náměstí (v jeho jižní části) již nicméně nebyla obnovena. Po požáru byly také vydlážděny jak ulice, tak i náměstí a při obnově domů i kostelů byly častěji užívány méně hořlavé materiály, jako např. břidlice. Město získalo po tomto požáru svůj charakteristický ráz, který si uchovalo do současnosti.